# (3527) McCord
(3527) McCord es un asteroide perteneciente al cinturón de asteroides, descubierto el 15 de abril de 1985 por Edward Bowell desde la Estación Anderson Mesa (condado de Coconino, cerca de Flagstaff, Arizona, Estados Unidos).

## Designación y nombre
Designado provisionalmente como 1985 GE1. Fue nombrado McCord en honor al profesor estadounidense de ciencias planetarias y geofísica Thomas Bard McCord.